# 国鉄9700形蒸気機関車

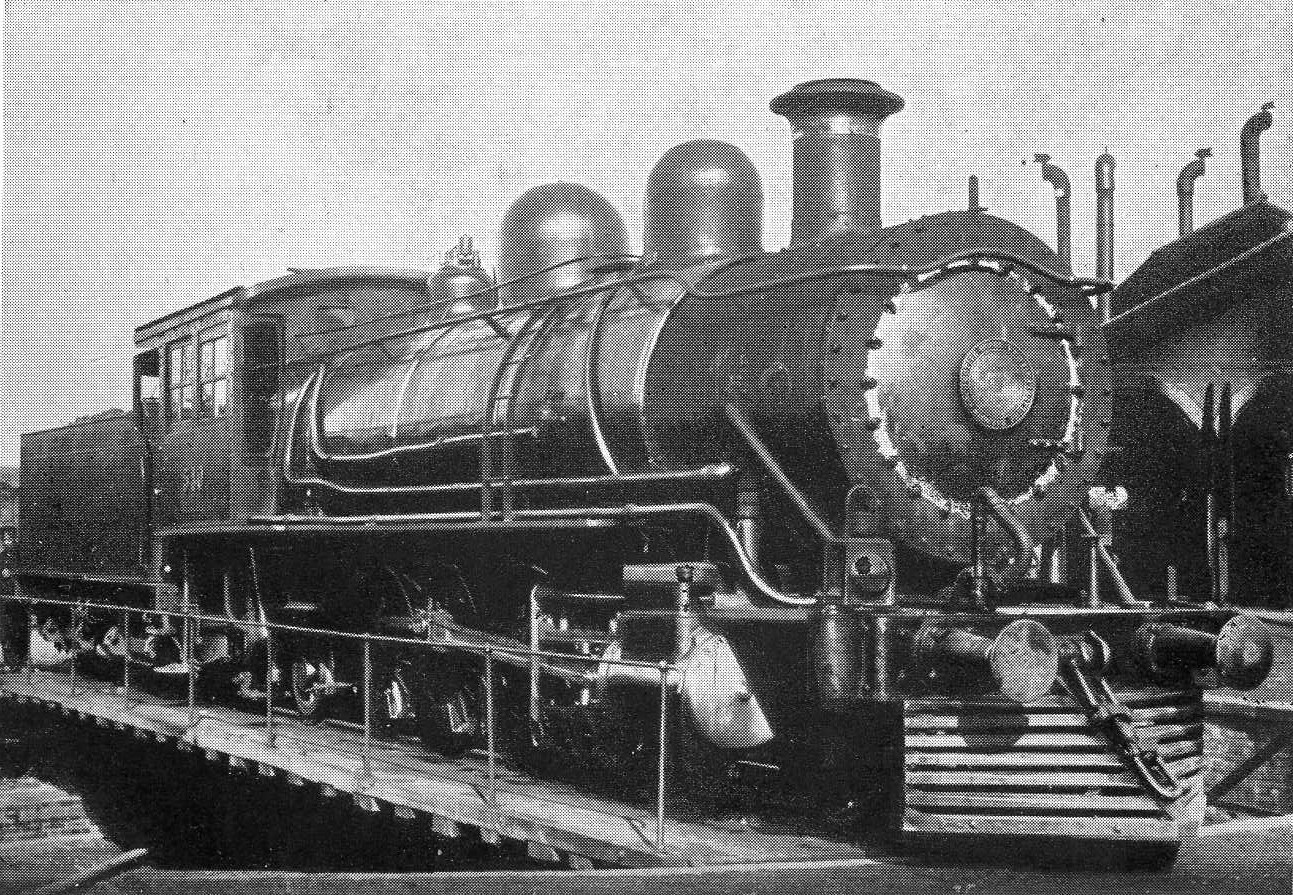
日本鉄道Bt4/6形（後の鉄道院9700形）

9700形は、かつて日本国有鉄道（国鉄）の前身である鉄道院に在籍していた貨物列車牽引用のテンダー式蒸気機関車で、もとは日本鉄道が1897年（明治30年）にアメリカのボールドウィン社から輸入したものである。
車軸配置2-8-2(1D1)形の機関車であり、ボールドウィン社は本形式の製造にあたって、この車軸配置に対し、天皇の古称にちなんだ「ミカド」と名付けたことで知られている。

## 概要
日本鉄道が、海岸線（現在の常磐線）沿線から産出される石炭の輸送用に20両を輸入したもので、当時、日本最大最強の機関車であった。製造番号は15203 - 15222で、日本鉄道ではBt4/6形（530 - 549）と称された。ボールドウィンの種別呼称は、12-30-1/4E、種別番号は 1 - 20である。日本鉄道国有化後の1909年（明治42年）に制定された、鉄道院の車両形式称号規程で9700形に定められ、9700 - 9719に改番された。その際、後述のウッテン火室に改造された5両は、9715 - 9719にまとめられている。

## 構造
本形式の特徴は、2-8-2(1D1)という車軸配置にある。これは常磐炭田産の熱量の低い粗悪な石炭を燃料として使用するため、火床面積を大きく取る必要があり、従輪を設けてその直上の台枠に火室を載せる構造を採用したためである。その後、1901年（明治34年）および1902年（明治35年）に5両（531, 532, 536, 541, 548）が、ウッテン火室に改造されており、下方に大きく広がったカマボコ形の火室形状となった。
2-8-2という車軸配置は、アメリカでは2-10-0(1E)形機関車の第5動輪を従輪に改造した機関車をはじめとして、1880年代から存在していた。この車軸配置の愛称として、1893年に2-8-2形機関車を導入した鉄道会社にちなんだ「カルメット」が提案されたが、定着しなかった。ボールドウィン社では1890年から2-8-2形機関車を製造しており、特に本形式の製造にあたって、日本にちなんで「ミカド」と名付け、この車軸配置の機関車を大いに宣伝し、1905年頃から各地の鉄道で多数が採用された。中央部の4対の動輪に対して、各1軸の先台車、従台車により重量バランスが取りやすく、乗り心地が良いことから、乗務員に好評であったという。
しかし日本においては、本形式に続く形式では従輪を廃した2-8-0(1D)形車軸配置のまま、火室の置き方を工夫することでより高性能が得られることとなり、さらに鉄道国有化後の標準機となった9600形にも2-8-0形車軸配置が採用され、2-8-2形車軸配置は1923年の9900形（D50形）まで途絶えることになる。
ボイラーはストレートトップ形で、第2缶胴上に蒸気ドームを設け、砂箱は第1缶胴上に1個設けられていた。安全弁はポップ式で、第3缶胴上にドーム形の台座を設けてその上に汽笛とともに取付けられていた。汽笛は重音のよく響くもので、沿線住民からの苦情で、普通の単音形に交換されたという。
当初、車体は緑色に塗られており、ボイラーの継ぎ目は真鍮の細帯が巻かれ、運転台側面と炭水車には黄色のラインが入れられていた。さらに蒸気ドームや砂箱には簡単な模様が入っていたというが、いつ頃から黒一色になったのかは定かでない。
炭水車は釣合梁式2軸ボギー台車を2個備えたもので、水槽容量は2500ガロンであった。

### 主要諸元
「/」の前は9700 - 9714、後は9715 - 9719（ウッテン火室改造機）の諸元
- 全長 : 17,272mm
- 全高 : 3,721mm
- 軌間 : 1,067mm
- 車軸配置 : 2-8-2(1D1) - ミカド
- 動輪直径 : 1,118mm(3'9")
- 弁装置 : スチーブンソン式アメリカ形
- シリンダー（直径×行程） : 457mm×610mm（製造時は470mm×610mm）
- ボイラー圧力 : 12.7kg/cm2
- 火格子面積 : 2.79m2
- 全伝熱面積 : 207.1m2 / 154.3m2
  - 煙管蒸発伝熱面積 : 197.8m2 /142.4m2
  - 火室蒸発伝熱面積 : 9.3m2 / 11.9m2
- ボイラー水容量 : 7.2m3
- 小煙管（直径×長サ×数） : 57mm×4,877mm×226本 / 57mm×4,222mm×188本
- 機関車運転整備重量 : 55.50t
- 機関車空車重量 : 47.60t
- 機関車動輪上重量（運転整備時） : 43.07t
- 機関車動輪軸重（第4動輪上） : 11.98t
- 炭水車運転整備重量 : 30.08t
- 炭水車空車重量 : 13.89t
- 水タンク容量 : 11.35m3
- 燃料積載量 : 5.49t
- 機関車性能
  - シリンダ引張力 : 13,010kg
- ブレーキ方式 : 手ブレーキ、真空ブレーキ

## 経歴
当時最大最強の機関車であった割には、本形式の経歴に関する資料は少ない。1897年2月に日本鉄道海岸線田端・平間が開業しているが、その区間の貨物列車の牽引に使用されたものと思われる。1905年（明治38年）5月末時点の配置は、平庫9両、水戸庫2両、福島庫6両、大宮工場入場中3両であった。
日本鉄道国有化後は、東部鉄道管理局管内に配属され、その後の管理局界変更にともなって東京→東部→仙台鉄道管理局の所属となった。仙台鉄道管理局の所管は、東北本線白河、常磐線平以北で、一ノ関庫、仙台庫の配置であったが、1922年（大正11年）7月、全車が廃車となった。民間に払下げられたもの、保存されたものはない。
日本にちなんだ名称を持つ初の「ミカド」ではあったが、保存の話は全くなかったという。日本国外ではボールドウィン社が大いに宣伝したので結構有名であったが、日本国内ではさほどのこともなく、当の日本鉄道自身も、公文書で「8連12輪コンソリデーション」と記しているぐらいであった。
なお、本形式の炭水車（テンダー）6両は廃車後に水運車へ改造されている。ほぼ同形の6600形のテンダーが2両1組の30t積オミ310形（昭和3年称号改正でミキ1形）とされたのに対し、本形式のテンダーは単車形態の14t積ホミ390形390-395（同:ミム1形1-6）となった。